# اشتلد
اشتلد (به هلندی: Echteld) یک منطقهٔ مسکونی در هلند است که در نیدر-بیتووه واقع شده‌است. اشتلد c نفر جمعیت دارد.